# Chaumont-Porcien (tổng)
Tổng Chaumont-Porcien là một tổng ở tỉnh Ardennes trong vùng Grand Est.
Tổng này được tổ chức xung quanh Chaumont-Porcien ở quận Rethel. Độ cao trung bình là 161 m.

## Hành chính
| Giai đoạn | Ủy viên   | Đảng | Tư cách |
| --------- | --------- | ---- | ------- |
| 2008-2014 | Guy Camus | UMP  |         |
| 2001-2008 | Guy Camus | RPR  |         |

## Các đơn vị hành chính
Tổng Chaumont-Porcien gồm 14 xã với dân số 2 626 người (điều tra năm 1999, dân số không tính trùng)
| Xã                  | Dân số | Mã bưu chính | Mã insee |
| ------------------- | ------ | ------------ | -------- |
| Chappes             | 91     | 08220        | 08102    |
| Chaumont-Porcien    | 473    | 08220        | 08113    |
| Doumely-Bégny       | 86     | 08220        | 08143    |
| Draize              | 100    | 08220        | 08146    |
| Fraillicourt        | 204    | 08220        | 08178    |
| Givron              | 85     | 08220        | 08192    |
| Montmeillant        | 84     | 08220        | 08307    |
| Remaucourt          | 135    | 08220        | 08356    |
| Renneville          | 235    | 08220        | 08360    |
| Rocquigny           | 755    | 08220        | 08366    |
| La Romagne          | 119    | 08220        | 08369    |
| Rubigny             | 64     | 08220        | 08372    |
| Saint-Jean-aux-Bois | 138    | 08220        | 08382    |
| Vaux-lès-Rubigny    | 57     | 08220        | 08465    |

## Thông tin nhân khẩu
| 1962                                                     | 1968  | 1975  | 1982  | 1990  | 1999  |
| -------------------------------------------------------- | ----- | ----- | ----- | ----- | ----- |
| 3 513                                                    | 3 735 | 3 171 | 2 843 | 2 662 | 2 626 |
| Nombre retenu à partir de 1962 : dân số không tính trùng |       |       |       |       |       |